# Jüdischer Friedhof (Rosellen)

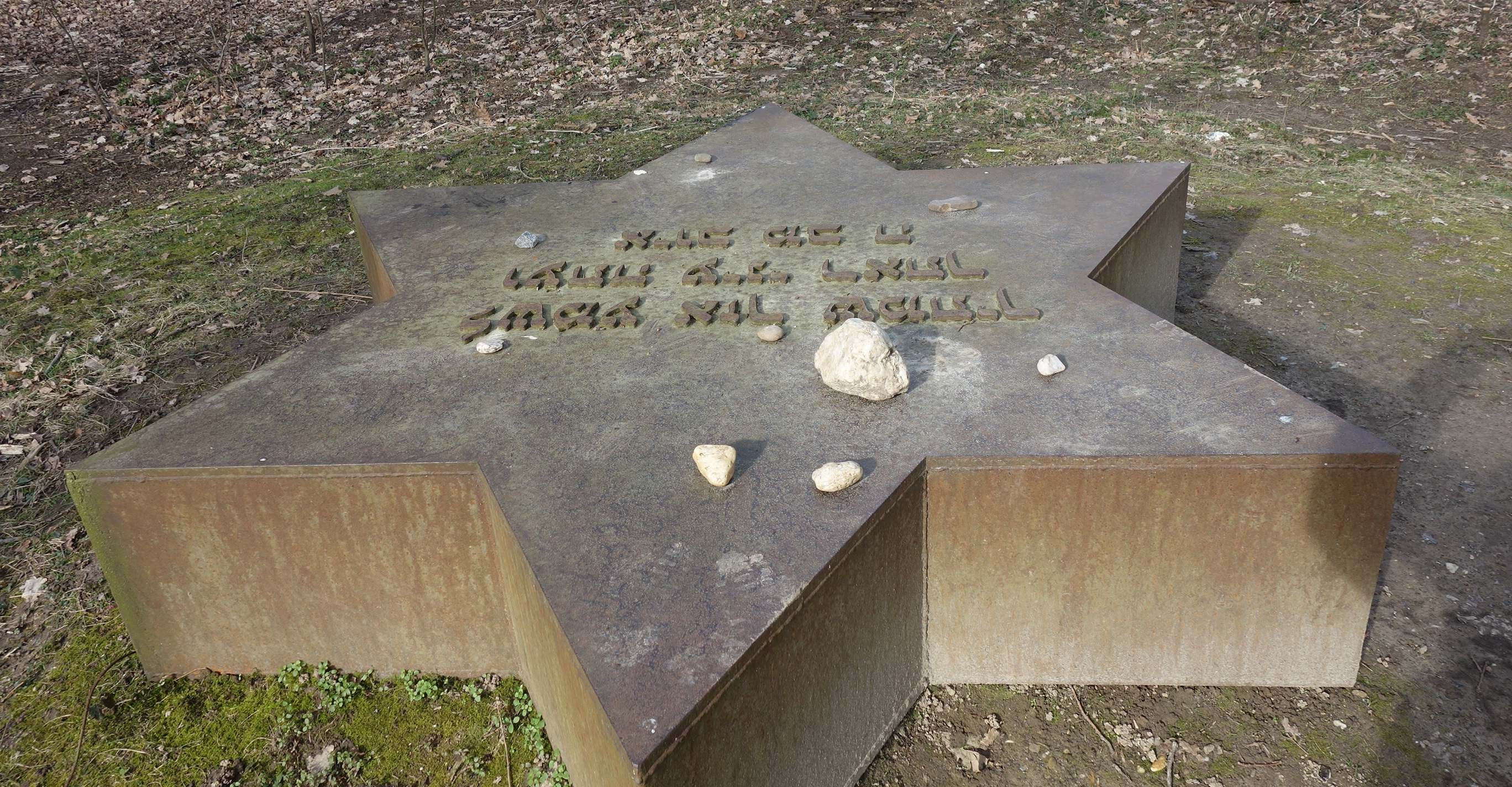
Davidstern von Anatol Herzberg

Der Jüdische Friedhof Rosellen ist ein ehemaliger jüdischer Friedhof in Rosellen, einem Stadtteil der Stadt Neuss im Rhein-Kreis Neuss in Nordrhein-Westfalen.
In Rosellen lebten bis 1830 zahlreiche Juden; danach ging ihre Zahl stark zurück. Sie hatten keine Synagoge in Rosellen, jedoch gab es eine Gaststätte in jüdischem Besitz, die vermutlich auch für Versammlungen genutzt wurde. Am Wirtschaftsweg zwischen Neuenbaum und Hoisten, der gleichzeitig die Grenze zwischen Neuss und Grevenbroich markiert, gab es unterhalb der Mittelterrasse, die hier  Gohrer Berg genannt wird, einen jüdischen Friedhof, der wohl nur bis 1830 genutzt wurde. In einer Karte ist der Friedhof auf Parzelle 686 als Kirchhof eingezeichnet. Der Friedhof oder Grabsteine sind dort nicht aufzufinden. a
Etwa 80 m südwestlich wurde 1992 auf halber Höhe der Mittelterrassenkante eine Gedächtnisstätte eingerichtet mit einem Gedenkstein des Künstlers Anatol Herzfeld (1931–2019) in Form eines Davidsterns. In hebräischer Sprache steht dort: „Bislang kannte ich Dich nur vom Hörensagen, nun haben Dich meine Augen gesehen (Hiob 42,5)“. Die Gedenkstätte befindet sich bereits auf Grevenbroicher Gebiet.